# Paul-Émile Janson
Pour les articles homonymes, voir Janson.
Paul-Émile Janson, né le 30 mai 1872 à Bruxelles et mort le 3 mars 1944 à Buchenwald, est un avocat et homme politique libéral belge. Il est Premier ministre de la Belgique de novembre 1937 à mai 1938.  

## Biographie
Fils aîné d’une famille de 6 enfants et le seul garçon, Paul-Émile Janson grandit dans un milieu bourgeois et intellectuel. Son père, Paul Janson, est un avocat et homme politique libéral. Sa mère, Anna-Augustine Amoré, est une enseignante qui a travaillé aux Cours d’Éducation d’Isabelle Gatti de Gamond avant son mariage. Sa sœur cadette Marie Janson, épouse de Paul Spaak, est la première femme parlementaire belge. Son neveu Paul-Henri Spaak lui succède comme premier ministre.
Le début de sa formation est donné par sa mère. Il poursuit ensuite ses études secondaires à l’Athénée d’Ixelles et termine son année de rhétorique à l’Athénée de Bruxelles où il rencontre Henri Jaspar avec qui il entretiendra une amitié tout au long de sa vie. Il réalise ensuite ses études de droit à l’Université Libre de Bruxelles, qu’il réussit avec distinction en 1890 et poursuit par un master qu’il obtiendra avec distinction également en 1892, à l’âge de 20 ans. Il fut par la suite professeur à l’Université Libre de Bruxelles de 1909 à 1921, où il enseigne un cours intitulé « Technique judiciaire et professionnelle. ».
Il se marie en 1893 avec Léa Féron, fille d’Émile Féron, un des principaux compagnons de lutte de son père. De cette union naissent trois enfants. Sa femme meurt très tôt, en 1913.
Franc-maçon, il est membre de la loge Les Vrais Amis de l'union et du progrès réunis de Bruxelles.

## Carrière d'avocat
D’abord avocat, Paul-Émile Janson ne s’intéresse à la politique que très tardivement, bien qu’héritier d’un grand nom politique. Il prête serment en 1892. Il commence son stage à Anvers chez Jan Van Rijswijck, un avocat et homme politique libéral flamand. Ce séjour en Flandre lui permet de découvrir et de mieux cerner le mouvement flamand.
Il retourne ensuite à Bruxelles, où il se fait très rapidement une place au sein du barreau grâce à sa réputation d'orateur. Sa parole est décrite comme “élégante, pure et noble”. Il prend part à de nombreux procès, tant au civil qu’au pénal.
Au niveau civil, il prend part au procès sur la succession de Léopold II qui fait grand bruit à Bruxelles en 1911. Dans ce contexte, le bâtonnier Alexandre Braun dira: “Vous êtes décidément le plus bel orateur du Palais!”. 
Il consacre ainsi vingt années au métier d’avocat au barreau de Bruxelles.

## Carrière politique
Durant ces jeunes années à l’Université libre de Bruxelles, de 18 à 20 ans, il adhère au cercle des étudiants socialistes. Il rejoint néanmoins très vite son père à l’Association libérale et adhère à l’aile radicale. 
Il peine d’abord à trouver une circonscription qui soutienne sa candidature au Parlement et finit par être appelé à Tournai. Il est élu pour la première fois en 1914 à la Chambre après un échec à Bruxelles en 1912. Ses débuts parlementaires sont marqués par le début de la Première Guerre mondiale.
Durant la guerre, Janson et ses idées sont mis à l’avant-scène politique. Il fait partie du Comité National de Secours et d’Alimentation avec Ernest Solvay et Léon Delacroix, et prépare avec eux la résistance intérieure. Il met en avant ses opinions politiques, dont le choix de l’union nationale, cause à laquelle il adhère toute sa vie. En 1918, il est nommé par le représentant du gouvernement exilé au Havre, Michel Levie, pour assurer cette fonction à Bruxelles avec la collaboration d’un socialiste, Joseph Wauters.
Il est un acteur important lors de l’affaire de Lophem en 1918.
Il est réélu en novembre 1919 et en 1921, 1925, 1929 et 1932 par l’arrondissement de Tournai, à laquelle il reste fidèle. En février 1920, il devient, grâce à une démission, ministre de la Guerre dont l’appellation change sous son mandat en ministre de la Défense Nationale. Lors de ce mandat, il travaille activement sur les négociations d’un accord militaire franco-belge, et il est signataire de l’accord en 1920. Il s’agit de la plus grosse responsabilité politique prise par Janson lors de sa carrière.
À la suite de l’adoption de l’accord militaire, il accepte le poste de Ministre de la justice en novembre 1927 avec son ami Henri Jaspar comme Premier ministre jusqu’à mai 1931 puis entre 1932 et 1934 sous Charles de Broqueville. En 1935, il devient sénateur coopté pour seulement une année.
En 1937, Il est nommé par le roi Léopold III comme premier ministre après les échecs des autres partis. Il parvient à former un gouvernement. Il a pour programme de poursuivre et achever l’œuvre de ces prédécesseurs, et prévoit également la création de deux Comités culturels. Les désaccords concernant les mesures budgétaires et fiscales pour faire face au chômage et à la détérioration des finances publiques provoquent la chute de son cabinet en 1938.
Dès janvier 1939, il redevient ministre jusqu’en 1940. Il occupe alors quatre postes ministériels différents : ministre des affaires étrangères, de la Justice, ministre sans portefeuille et une nouvelle fois ministre de la Justice. Lorsque la guerre éclate, il se range parmi les adhérents à la politique de neutralité. En tant que ministre de la Justice, il dresse des mesures de sécurité à prendre en cas d’invasion du territoire. 
Le 10 mai 1940, Janson gagne la France avec ses collègues et soutient d’abord le départ du gouvernement pour l’Angleterre. Il choisit néanmoins de rester en France et démissionne le 28 août 1940 à Vichy. Il s’installe ensuite à Nice avec sa fille cadette. Il retrouve de nombreux belges réfugiés dans cette ville, dont son ami Paul Hymans. Aucune initiative ne fut mise en place pour aider les anciens ministres à rejoindre Londres. Dès lors, Janson tente sans succès avec Eugène Soudan, de quitter la France par l’Espagne.
Il est arrêté en tant que ministre belge par les Allemands le 3 octobre 1943 à Nice et est transféré à la prison de Fresnes. En janvier 1944, il est emmené au camp de Compiègne puis à Buchenwald. Il décède de faim, de froid et d’épuisement le 3 mars 1944.

## Hommages et distinctions
Il est élu par ses pairs bâtonnier de l’Ordre des Avocats en 1919 et est nommé ministre d'État en 1931.
Il existe plusieurs rues et places au nom de Paul-Émile Janson en Belgique francophone (Awans, Bruxelles, Herstal, Ixelles, Stambruges, Tournai).
Le plus grand auditoire de l’Université Libre de Bruxelles, ayant une capacité de 1 500 personnes, porte son nom.
Parmi les nombreuses distinctions, il a reçu :
- Grand cordon de l'ordre de Léopold à titre posthume (AR du 7 décembre 1945) ;
- Grand-croix de l'ordre de la Couronne (en 1936)[5] ;
- Grand-croix de la Légion d'honneur (en 1938).